# Rudi Thomsen
Rudi Thomsen (21. juli 1918 i Randers – 29. marts 2004 i Århus) var en dansk historiker og professor ved Aarhus Universitet. Hans speciale var antikken og numismatik.
Thomsen voksede op i Randers som søn af en tapetserer og var i sin gymnasietid engageret i den socialdemokratiske ungdom i byen, hvilket bl.a. indbefattede den senere statsminister Jens Otto Krag. En kreds af randrusianere gik sammen for at bekoste hans uddannelse, og i 1936 begyndte han at studere historie, latin og græsk kultur på det næsten nye Aarhus Universitet. 1944 blev han cand.mag., og 1947 blev han den hidtil yngste danske dr.phil. med disputatsen The Italic Regions from Augustus to the Lombard Invasion.
1949-1957 var han museumsinspektør ved Den Kongelige Mønt- og Medaillesamling i København. Derefter blev han professor i "oldtidens og middelalderens almindelige historie" ved Aarhus Universitet, en stilling han beholdt til han i 1986 gik på pension, hvilket dog ikke forhindrede ham i derefter stadig hver dag at møde op på sit kontor på universitetet. Han blev 1995 tildelt Holger Hede Medaljen af Dansk Numismatisk Forening.
Igennem sit liv skrev Thomsen et væld af bøger om historiske emner, heriblandt seks biografier om nogle af antikkens store personligheder. Hans store produktion af historiebøger indbefattede også emner uden for hans speciale, nemlig om Indien og Kina.

## Udvalgt bibliografi
- The Italic Regions from Augustus to the Lombard Invasion, København 1947 (disputats)
- Den almindelige værnepligts gennembrud i Danmark, København 1949
- Early Roman Coinage. A Study of the Chronology, bind I-III, København 1957-1961
- Historien. Gyldendals opslagsbog, Gyldendal:København 1970
- Verdenshistorien i grundrids, København 1973
- King Servius Tullius : a historical synthesis, Gyldendal:København 1980 ISBN 87-00-66302-6
- Hellenismens tidsalder, Aarhus Universitetsforlag:Århus 1993 ISBN 87-7288-356-1
- Oldtidens penge, Sfinx 1994 ISBN 87-89632-06-0
- Kleopatra – "kongernes dronning", Sfinx 1996 ISBN 87-89632-10-9
- Kejser Nero, Sfinx 1998 ISBN 87-89632-14-1
- Hannibal – Roms store modstander, Sfinx 1998 ISBN 87-89632-16-8
- Byzans – middelalderens Romerrige, Aarhus Universitetsforlag:Århus 1999 ISBN 87-7288-801-6
- Fønikerne – Libanons gamle handelsfolk, Aarhus Universitetsforlag:Århus 2000 ISBN 87-7288-864-4
- Marcus Aurelius – en filosof på kejsertronen, Aarhus Universitetsforlag:Århus 2001 ISBN 87-7288-870-9
- Augustus – liv og virke, Sfinx 2001 ISBN 87-89632-22-2
- Herodes – jødernes konge, Sfinx 2002 ISBN 87-89632-24-9